# Rosera
Rosera è una suddivisione dell'India, classificata come municipality, di 27.494 abitanti, situata nel distretto di Samastipur, nello stato federato del Bihar. In base al numero di abitanti la città rientra nella classe III (da 20.000 a 49.999 persone).

## Geografia fisica
La città è situata a 25° 45' 28 N e 86° 01' 54 E.

## Società

### Evoluzione demografica
Al censimento del 2001 la popolazione di Rosera assommava a 27.494 persone, delle quali 14.576 maschi e 12.918 femmine. I bambini di età inferiore o uguale ai sei anni assommavano a 4.845, dei quali 2.545 maschi e 2.300 femmine. Infine, coloro che erano in grado di saper almeno leggere e scrivere erano 15.596, dei quali 9.502 maschi e 6.094 femmine.